# Labastide-Rouairoux
Labastide-Rouairoux är en kommun i departementet Tarn i regionen Occitanien i södra Frankrike. Kommunen ligger i kantonen Saint-Amans-Soult som tillhör arrondissementet Castres. År 2022 hade Labastide-Rouairoux 1 418 invånare.

## Befolkningsutveckling
Antalet invånare i kommunen Labastide-Rouairoux
| Referens: INSEE |